# فایو پوینت، شهرستان کرن، کالیفرنیا
فایو پوینت (به انگلیسی: Five Points) یک منطقهٔ مسکونی در ایالات متحده آمریکا است که در شهرستان کرن، کالیفرنیا واقع شده‌است. فایو پوینت  ۲٬۰۴۵ متر بالاتر از سطح دریا واقع شده‌است.